# Akane-iro ni Somaru Saka
Akane-iro ni Somaru Saka (あかね色に染まる坂, あかねいろにそまるさか) còn được biết với tên Akasaka là visual novel dành cho người lớn phát triển bởi Feng, tác phẩm đã phát hành cho hệ máy tính cá nhân vào ngày 27 tháng 7 năm 2007. Phiên bản dành cho mọi lứa tuổi có tựa Akaneiro ni Somaru Saka: Parallel dành cho hệ PlayStation 2 đã được phát hành bởi GN Software vào ngày 31 tháng 7 năm 2008. Phiên bản cho hệ máy cầm tay PlayStation Portable có tên Akaneiro ni Somaru Saka: Portable vào ngày 17 tháng 12 năm 2009. Trò chơi có cốt truyện tuyến tính nhưng có thể tương tác để đi đến các kết thúc khác nhau, cốt truyện tập trung vào 6 nhân vật nữ chính.
Hai tập light novel đã phát hành vào tháng 12 năm 2007 và tháng 2 năm 2008 được viết bởi các tác giả khác nhau. Một chương trình radio trên internetcũng được phát sóng vào tháng 4 năm 2008. Chuyển thể manga thực hiện bởi Sakazuki Homare đã đăng trên tạp chí truyện tranh dành cho seinen là Comp Ace của Kadokawa Shoten từ ngày 26 tháng 6 năm 2008 đến ngày 26 tháng 6 năm 2009. TNK đã thực hiện chuyển thể anime của tác phẩm và phát sóng tại Nhật Bản từ ngày 02 tháng 10 đến ngày 18 tháng 12 năm 2008.

## Tổng quan

### Nhân vật

#### Chính
Nagase Jun'ichi (長瀬 準一, ながせ じゅんいち)
Lồng tiếng bởi: Hatano Wataru

#### Nữ nhân vật chính
Katagiri Yūhi (片桐 優姫, かたぎり ゆうひ)
Lồng tiếng bởi: Kazane / Kugimiya Rie (PS2, anime)
Nagase Minato (長瀬 湊, ながせ みなと)
Lồng tiếng bởi: Mizusawa Hikaru / Hirano Aya (PS2, anime)
Kiryū Tsukasa (霧生 つかさ, きりゅう つかさ)
Lồng tiếng bởi: Motoyama Mina / Inoue Marina (PS2, anime)
Shiraishi Nagomi (白石 なごみ, しらいし なごみ)
Lồng tiếng bởi: Miru / Hirohashi Ryō (PS2, anime)
Shiina Mitsuki (椎名 観月, しいな みつき)
Lồng tiếng bởi: Moriya Misono / Tanaka Rie (PS2, anime)
Tachibana Mikoto (橘 ミコト, たちばな みこと)
Lồng tiếng bởi: Samoto Fūri / Hazuki Erino (PS2, anime)
Ayanokōji Karen (綾小路 華恋, あやのこうじ かれん)
Lồng tiếng bởi: Katō Emiri

#### Phụ
Nishino Fuyuhiko (西野 冬彦, にしの ふゆひこ)
Lồng tiếng bởi: Sorano Taiyō / Ishida Akira (PS2, anime)
Sugishita Seijirō (杉下 清次郎, すぎした せいじろう)
Lồng tiếng bởi: Aoshima Yaiba / Koyama Rikiya (PS2, anime)
Fujimiya Sai (藤宮 彩, ふじみや さい)
Lồng tiếng bởi: Kaga Hikaru / Kobayashi Yū (PS2, anime)
Nijō Aya (二条 亜矢, にじょう あや)
Lồng tiếng bởi: Maminami Rokumi / Fukuhara Kaori (PS2, anime)
Shiraishi Yutori (白石 ゆとり, しらいし ゆとり)
Lồng tiếng bởi: Aokawa Nagare / Hirohashi Ryō (PS2, anime)
Yocchan (よっちゃん)
Lồng tiếng bởi: Sumita Mariya / Toyosaki Aki (PS2, anime)
Nagaseshi (長瀬氏, ながせし)
Lồng tiếng bởi: Kongu Kuwata
Mutō Yayoi (武藤 弥生, むとう やよい)
Lồng tiếng bởi: Sanada Asami

## Phát triển
Akane-iro ni Somaru Saka là tác phẩm visual novel thứ năm do Feng phát triển, nó khá giống với bốn tác phẩm mang tựa Aozora no Mieru Oka của họ. Nhà sản xuất cho trò chơi là Uezama. Dự án àn sử dụng bốn họa sĩ để thiết kế các nhân vật là: Izumi Tsubasu (thiết kế nhân vật Yuuhi, Mitsuki và Mikoto), Ryohka (Minato và Nagomi), Naturalton (Tsukasa) và Sawano Akira (nhân vật nam chính và các nhân vật phụ). Kịch bản cốt truyện soạn bởi Saitō Kenji. Với phiên bản cho hệ PlayStation 2 thì có thêm một nhân vật nữ chính mới do Aoi Manabu thiết kế.

### Phát hành
Ngày 23 tháng 7 năm 2007, Feng đã tung ra bản demo có thể tải về miễn phí trên trang web chính thức của mình. Phiên bản đầy đủ phát hành dưới dạng DVD vào ngày 27 tháng 7 năm 2007 dùng cho hệ diều hành Microsoft Windows trong máy tính cá nhân với tất cả các nhân vật đều được lồng tiếng trừ nhân vật Jun'ichi. Phiên bản dành cho mọi lứa tuổi trên hệ PlayStation 2 có tựa Akaneiro ni Somaru Saka: Parallel (あかね色に染まる坂 ぱられる, Akane-iro ni Somaru Saka Parareru) đã được GN Software phát hành vào ngày 27 tháng 7 năm 2007.

## Truyền thông

### Sách
Hai tập light novel đã phát hành. Tập đầu tiên phát hành bởi Harvest vào ngày 15 tháng 12 năm 2007, viết bởi Mizusaki Mutsuki và minh họa bởi Sawano Akira. Tập thứ hai phát hành bởi Kill Time Communication vào ngày 29 tháng 2 năm 2008, viết bởi Shinji Mao, hình bìa được thực hiện bởi Ryohka và các hình bên trong minh họa bởi Yoshio Piēru.
Một art book dành cho visual novel mang tựa Akane-iro ni Somaru Saka Official Fan Book (あかね色に染まる坂 オフィシャルファンブック Akaneiro ni Somaru Saka Ofisharu Fan Bukku) đã được Broccoli phát hành vào ngày 29 tháng 2 năm 2008.

### Phát thanh trên mạng
Chương trình phát thanh trên mạng có tên Koyama Rikiya×Hirohashi Ryō no Akaneiro ni Somaru Radio (小山力也×広橋涼のあかね色に染まるラジオ) được thực hiện để giới thiệu cho Akaneiro ni Somaru Saka: Parallel được phát sóng vào ngày 02 tháng 4 năm 2008 sau đó phân phối bởi Nico Radio. Mỗi chương trình chia ra làm bảy phần. Với người dẫn chương trình là Koyama Rikiya và Hirohashi Ryō, những người đã lồng tiếng cho nhân vật Sugishita Seijirō và Shiraishi Nagomi trong visual novel. Các diễn viên lồng tiếng khác trong visual novel cũng xuất hiện như khách mời như Hazuki Erino (lồng tiếng cho Mikoto), Inoue Marina (Tsukasa), Katō Emiri (Karen), Fukuhara Kaori (Aya) và Hashimoto Miyuki (trình bày bài hát chủ đề).

### Manga
Chuyển thể manga thực hiện bởi Sakazuki Homare đã đăng trên tạp chí truyện tranh dành cho seinen là Comp Ace của Kadokawa Shoten từ ngày 26 tháng 6 năm 2008 đến ngày 26 tháng 6 năm 2009. Với cốt truyện dựa trên visual novel. Kadokawa Shoten sau đó đã tập hợp các chương lại và phát hành thành 2 tankōbon.

### Anime
TNK đã thực hiện chuyển thể anime của tác phẩm và phát sóng trên kênh Chiba TV tại Nhật Bản từ ngày 02 tháng 10 đến ngày 18 tháng 12 năm 2008 với 12 tập. Một tập OVA được thực hiện khi phát hành phiên bản DVD, phát hành vào ngày 26 tháng 6 năm 2009 cùng với hộp DVD thứ bảy và cũng là cuối cùng của bộ anime. Sentai Filmworks đã đăng ký bản quyền phiên bản tiếng Anh của bộ anime cùng tập OVA và phát hành thành bộ hộp vào 08 tháng 3 năm 2011. Còn Mighty Media thì đăng ký bản quyền tại Đài Loan.

### Âm nhạc
Phiên bản visual novel dành cho hệ máy tính cá nhân có hai bài hát chủ đề chính, một mở đầu và một kết thúc. Bài hát mở đầu có tên Setsunasa no Gradation (せつなさのグラデイション Setsunasa no Guradeishon) trình bày bởi Hashimoto Miyuki, lời viết bởi Hata Aki, soạn nhạc bởi Tomita Akiko, điều chỉnh bởi Fujita Junpei. Bài hát kết thúc có tên Akaneiro ni Somaru Saka (あかね色に染まる坂) trình bày bởi Chiki-chan, lời viết bởi Hata, soạn nhạc và điều chỉnh bởi Nakano Yūichi. Phiên bản trên hệ PlayStation 2 thì có bài hát mở đầu khác mang tên Akane no Saka (あかねの坂) soạn và trình bày bởi Hashimoto, lời viết bởi Yamaguchi Noboru, điều chỉnh bởi Suzuki Masaki. Một album tên Gradation! chứa các bản nhạc dùng trong phiên bản trên hệ máy tính cá nhân đã được phát hành bởi Lantis vào ngày 31 tháng 10 năm 2007.
| AKANE-IRO NI SOMARU SAKA ORIGINAL SOUNDTRACK "gradation!" (あかね色に染まる坂 オリジナルサウンドトラック 「gradation!」) | AKANE-IRO NI SOMARU SAKA ORIGINAL SOUNDTRACK "gradation!" (あかね色に染まる坂 オリジナルサウンドトラック 「gradation!」) | AKANE-IRO NI SOMARU SAKA ORIGINAL SOUNDTRACK "gradation!" (あかね色に染まる坂 オリジナルサウンドトラック 「gradation!」) |
| STT | Nhan đề | Thời lượng |
| --- | --- | --- |
| 1. | "Setsunasa no Gradation (せつなさのグラデイション)"                                                                      | 3:35 |
| 2. | "Akaneiro ni Somaru Saka (あかね色に染まる坂)"                                                                           | 4:27 |
| 3. | "Setsunasa no Gradation (off vocal) (せつなさのグラデイション (off vocal))"                                              | 3:34 |
| 4. | "Akaneiro ni Somaru Saka (off vocal) (あかね色に染まる坂 (off vocal))"                                                   | 4:25 |
| 5. | "Setsunasa no Gradation (Short size) (せつなさのグラデイション (Short size))"                                            | 1:22 |
| 6. | "Elegant Princess -Yuhime no Theme- (Elegant Princess -優姫のテーマ-)"                                                   | 1:33 |
| 7. | "I'm on The Side -Minatos no Theme- (I'm on The Side -湊のテーマ-)"                                                      | 1:55 |
| 8. | "Half of Sight -Nagomi no Theme- (Half of Sight -なごみのテーマ-)"                                                       | 1:46 |
| 9. | "Idol's Smiling -Mitsuki no Theme- (Idol's Smiling -観月のテーマ-)"                                                      | 2:08 |
| 10. | "Party! Party! -Tsukasa no Theme- (Party! Party! -つかさのテーマ-)"                                                      | 1:55 |
| 11. | "Aozora No Mieru Oka de ~The evening~ -Mikoto no Theme-(青空の見える丘で ～The evening～ -ミコトのテーマ-)"              | 2:21 |
| 12. | "Kimi no Iru Fuukei ~In the dream~ -Sai no Theme- (君のいる風景 ～In the dream～ -彩のテーマー)"                         | 3:04 |
| 13. | "Gentle Miniature Garden"                                                                                                | 1:45 |
| 14. | "Festive Mood" | 2:13 |
| 15. | "Daily Morning" | 2:21 |
| 16. | "Sunset Dark Red" | 1:58 |
| 17. | "Have a Nice Day" | 1:41 |
| 18. | "Abnormal Atmosphere" | 1:36 |
| 19. | "Attack Action!" | 2:18 |
| 20. | "Unpleasant Feeling" | 1:42 |
| 21. | "You Aren't Here" | 1:41 |
| 22. | "Merrymaking Fes" | 2:24 |
| 23. | "What Happened?" | 1:28 |
| 24. | "Twilight" | 1:59 |
| 25. | "Eyecatch (アイキャッチ)"                                                                                                | 0:20 |
| 26. | "Akaneiro ni Somaru Saka (Short size) (あかね色に染まる坂 (Short size))"                                                 | 3:09 |
| 27. | "Elegant Princess (arrange ver.)"                                                                                        | 3:17 |
| 28. | "I'm on The Side (arrange ver.)"                                                                                         | 2:28 |
| 29. | "Half of Sight (arrange ver.)"                                                                                           | 3:08 |
| 30. | "Idol's Smiling (arrange ver.)"                                                                                          | 2:58 |
| 31. | "Party! Party! (arrange ver.)"                                                                                           | 1:53 |
| 32. | "Aozora No Mieru Oka de ~The evening~ (arrange ver.) (青空の見える丘で ～The evening～ (arrange ver.))"                  | 2:20 |
| 33. | "Setsunasa no Gradation (FC ver.) (せつなさのグラデイション (FC ver.))"                                                  | 1:19 |
| 34. | "Setsunasa no Gradation (PS ver.) (せつなさのグラデイション (PS ver.))"                                                  | 1:23 |
| Tổng thời lượng: | Tổng thời lượng: | 01:17:26 |

Bộ anime có 11 bài hát chủ đề, 1 mở đầu và 10 kết thúc. Bài hát mở đầu cho bộ anime có tên Hatsukoi Parachute (初恋パラシュート) do Hashimoto Miyuki trình bày, đĩa đơn chứa bài hát đã phát hành vào ngày 22 tháng 10 năm 2008. Bài hát kết thúc thứ nhất có tên Sweet Gift do Kugimiya Rie trình bày dùng trong tập 1 và 2, bài hát kết thúc thứ hai có tên Confusion... do Hirohashi Ryou trình bày dùng trong tập 2, bài hát kết thúc thứ ba có tên Shōjo Test wa Muzukashii (少女テストは難しい) do Katou Emiri trình bày dùng trong tập 4, bài hát kết thúc thứ tư có tên Akane-iro hometown (茜色 hometown) do Kugimiya Rie trình bày dùng trong tập 5, bài hát kết thúc thứ năm có tên Cherry pink mystery do Katou Emiri trình bày dùng trong tập 6, bài hát kết thúc thứ sáu có tên Make a miracle! do Tanaka Rie trình bày dùng trong tập 7, bài hát kết thúc thứ bảy có tên Love Diving (ラブダイビング) do Inoue Marina trình bày dùng trong tập 8, bài hát kết thúc thứ tám có tên Chu.chu.ru.no Yakusoku (Chu.chu.ru.の約束) do Tanaka Rie trình bày dùng trong tập 9, bài hát kết thúc thứ chín có tên Mezamenai Wish... (目覚めないwish...) do Hirano Aya trình bày dùng trong tập 10 và 11 cuối cùng là bài hát kết thúc thứ 10 là bài ai・Koko Kara (ai・ココカラ) cũng do Hirano Aya trình bày dùng trong tập 12. Các đĩa đơn chứa các bài hát kết thúc theo dạng đĩa đơn chứa các bài hát do các nhân vật trình bày đã phát hành trong năm 2008. Album chứa các bản nhạc dùng trong bộ anime đã phát hành vào ngày 21 tháng 1 năm 2009.
| Hatsukoi Parachute (初恋パラシュート) | Hatsukoi Parachute (初恋パラシュート)                           | Hatsukoi Parachute (初恋パラシュート) |
| STT                                   | Nhan đề                                                         | Thời lượng                            |
| ------------------------------------- | --------------------------------------------------------------- | ------------------------------------- |
| 1.                                    | "Hatsukoi Parachute (初恋パラシュート)"                         | 3:51                                  |
| 2.                                    | "sweet sweet time"                                              | 4:55                                  |
| 3.                                    | "Hatsukoi Parachute (off vocal) (初恋パラシュート (off vocal))" | 3:51                                  |
| 4.                                    | "sweet sweet time (off vocal)"                                  | 4:53                                  |
| Tổng thời lượng:                      | Tổng thời lượng:                                                | 17:30                                 |

| Akane-iro ni Somaru Saka Ending Theme Character Song Series Katagiri Yuuhi (あかね色に染まる坂 エンディングテーマ キャラクターソングシリーズ 片桐優姫) | Akane-iro ni Somaru Saka Ending Theme Character Song Series Katagiri Yuuhi (あかね色に染まる坂 エンディングテーマ キャラクターソングシリーズ 片桐優姫) | Akane-iro ni Somaru Saka Ending Theme Character Song Series Katagiri Yuuhi (あかね色に染まる坂 エンディングテーマ キャラクターソングシリーズ 片桐優姫) |
| STT | Nhan đề | Thời lượng |
| --- | --- | --- |
| 1. | "Sweet Gift" | 3:44 |
| 2. | "Akane-iro hometown (茜色 hometown)" | 4:32 |
| 3. | "Sweet Gift ＜instrumental＞" | 3:44 |
| 4. | "Akane-iro hometown ＜instrumental＞ (茜色 hometown ＜instrumental＞)"                                                                                 | 4:28 |
| Tổng thời lượng: | Tổng thời lượng: | 16:28 |

| Akane-iro ni Somaru Saka Ending Theme Character Song Series Shiraishi Nagomi (あかね色に染まる坂 エンディングテーマ キャラクターソングシリーズ 白石なごみ) | Akane-iro ni Somaru Saka Ending Theme Character Song Series Shiraishi Nagomi (あかね色に染まる坂 エンディングテーマ キャラクターソングシリーズ 白石なごみ) | Akane-iro ni Somaru Saka Ending Theme Character Song Series Shiraishi Nagomi (あかね色に染まる坂 エンディングテーマ キャラクターソングシリーズ 白石なごみ) |
| STT | Nhan đề | Thời lượng |
| --- | --- | --- |
| 1. | "Watashi to Kare no Jijou (ワタシと彼の事情)" | 3:54 |
| 2. | "Confusion..." | 4:34 |
| 3. | "Watashi to Kare no Jijou ＜instrumental＞ (ワタシと彼の事情 ＜instrumental＞)"                                                                            | 3:54 |
| 4. | "Confusion... ＜instrumental＞" | 4:30 |
| Tổng thời lượng: | Tổng thời lượng: | 16:52 |

| Akane-iro ni Somaru Saka Ending Theme Character Song Series Ayanokouji Karen (あかね色に染まる坂 エンディングテーマ キャラクターソングシリーズ 綾小路華恋) | Akane-iro ni Somaru Saka Ending Theme Character Song Series Ayanokouji Karen (あかね色に染まる坂 エンディングテーマ キャラクターソングシリーズ 綾小路華恋) | Akane-iro ni Somaru Saka Ending Theme Character Song Series Ayanokouji Karen (あかね色に染まる坂 エンディングテーマ キャラクターソングシリーズ 綾小路華恋) |
| STT | Nhan đề | Thời lượng |
| --- | --- | --- |
| 1. | "Shoujo Test wa Muzukashii (少女テストは難しい)" | 3:55 |
| 2. | "Cherry pink mystery" | 4:00 |
| 3. | "Shoujo Test wa Muzukashii ＜instrumental＞ (少女テストは難しい ＜instrumental＞)"                                                                         | 3:55 |
| 4. | "Cherry pink mystery ＜instrumental＞" | 3:56 |
| Tổng thời lượng: | Tổng thời lượng: | 15:46 |

| Akane-iro ni Somaru Saka Ending Theme Character Song Series Shiina Mitsuki (あかね色に染まる坂 エンディングテーマ キャラクターソングシリーズ 椎名観月) | Akane-iro ni Somaru Saka Ending Theme Character Song Series Shiina Mitsuki (あかね色に染まる坂 エンディングテーマ キャラクターソングシリーズ 椎名観月) | Akane-iro ni Somaru Saka Ending Theme Character Song Series Shiina Mitsuki (あかね色に染まる坂 エンディングテーマ キャラクターソングシリーズ 椎名観月) |
| STT | Nhan đề | Thời lượng |
| --- | --- | --- |
| 1. | "Make a miracle!" | 4:03 |
| 2. | "Chu.chu.ru.no Yakusoku (Chu.chu.ru.の約束)" | 4:24 |
| 3. | "Make a miracle! ＜instrumental＞" | 4:02 |
| 4. | "Chu.chu.ru.no Yakusoku ＜instrumental＞ (Chu.chu.ru.の約束 ＜instrumental＞)"                                                                         | 4:20 |
| Tổng thời lượng: | Tổng thời lượng: | 16:49 |

| Akane-iro ni Somaru Saka Ending Theme Character Song Series Tsukasa Kiryuu (あかね色に染まる坂 エンディングテーマ キャラクターソングシリーズ 霧生つかさ) | Akane-iro ni Somaru Saka Ending Theme Character Song Series Tsukasa Kiryuu (あかね色に染まる坂 エンディングテーマ キャラクターソングシリーズ 霧生つかさ) | Akane-iro ni Somaru Saka Ending Theme Character Song Series Tsukasa Kiryuu (あかね色に染まる坂 エンディングテーマ キャラクターソングシリーズ 霧生つかさ) |
| STT | Nhan đề | Thời lượng |
| --- | --- | --- |
| 1. | "Love Diving (ラブダイビング)" | 4:00 |
| 2. | "Four season's memory" | 4:17 |
| 3. | "Love Diving ＜instrumental＞ (ラブダイビング ＜instrumental＞)"                                                                                         | 4:00 |
| 4. | "Four season's memory ＜instrumental＞" | 4:13 |
| Tổng thời lượng: | Tổng thời lượng: | 16:30 |

| Akane-iro ni Somaru Saka Ending Theme Character Song Series Nagase Minato (あかね色に染まる坂 エンディングテーマ キャラクターソングシリーズ 長瀬湊) | Akane-iro ni Somaru Saka Ending Theme Character Song Series Nagase Minato (あかね色に染まる坂 エンディングテーマ キャラクターソングシリーズ 長瀬湊) | Akane-iro ni Somaru Saka Ending Theme Character Song Series Nagase Minato (あかね色に染まる坂 エンディングテーマ キャラクターソングシリーズ 長瀬湊) |
| STT | Nhan đề | Thời lượng |
| --- | --- | --- |
| 1. | "Mezamenai wish... (目覚めないwish...)" | 3:48 |
| 2. | "ai・Koko Kara (ai・ココカラ)" | 3:40 |
| 3. | "Mezame nai wish... ＜instrumental＞ (目覚めないwish... ＜instrumental＞)"                                                                          | 3:48 |
| 4. | "ai Koko Kara ＜instrumental＞ (ai・ココカラ ＜instrumental＞)"                                                                                     | 3:36 |
| Tổng thời lượng: | Tổng thời lượng: | 14:52 |

| Akane-iro ni Somaru Saka Original Sound Track (あかね色に染まる坂 オリジナルサウンドトラック) | Akane-iro ni Somaru Saka Original Sound Track (あかね色に染まる坂 オリジナルサウンドトラック) | Akane-iro ni Somaru Saka Original Sound Track (あかね色に染まる坂 オリジナルサウンドトラック) |
| STT                                                                                           | Nhan đề                                                                                       | Thời lượng                                                                                    |
| --------------------------------------------------------------------------------------------- | --------------------------------------------------------------------------------------------- | --------------------------------------------------------------------------------------------- |
| 1.                                                                                            | "Ano Saka wo Nobore ba (あの坂を上れば)"                                                      | 1:57                                                                                          |
| 2.                                                                                            | "Hatsukoi Parachute (TV Size) (初恋パラシュート (TVサイズ))"                                  | 1:34                                                                                          |
| 3.                                                                                            | "storys"                                                                                      | 0:08                                                                                          |
| 4.                                                                                            | "Hime ga Iku! (姫が行く!)"                                                                    | 1:51                                                                                          |
| 5.                                                                                            | "Pritty Sister"                                                                               | 1:36                                                                                          |
| 6.                                                                                            | "Asobi ni Ikou! (遊びに行こう!)"                                                              | 1:57                                                                                          |
| 7.                                                                                            | "Hirusagari no Otome Tachi (昼下がりの乙女たち)"                                              | 1:42                                                                                          |
| 8.                                                                                            | "Itsumo no Gakkou Fuukei (いつもの学校風景)"                                                  | 1:46                                                                                          |
| 9.                                                                                            | "Houkago (放課後)"                                                                            | 1:48                                                                                          |
| 10.                                                                                           | "Heiwa da na~ (平和だな～)"                                                                   | 2:07                                                                                          |
| 11.                                                                                           | "Tanoshii Ichinichi no Hajimari (楽しい一日の始まり)"                                         | 1:42                                                                                          |
| 12.                                                                                           | "Kyuujitsu no Sugoshi Kata (休日の過ごし方)"                                                  | 1:40                                                                                          |
| 13.                                                                                           | "Iya, Ano, Kore wa! (いや、あの、これはっ!?)"                                                 | 1:10                                                                                          |
| 14.                                                                                           | "Party Time!"                                                                                 | 1:23                                                                                          |
| 15.                                                                                           | "Non Stop Crazy!!"                                                                            | 1:48                                                                                          |
| 16.                                                                                           | "Shutter Chance (シャッターチャンス)"                                                         | 1:24                                                                                          |
| 17.                                                                                           | "Ie, Ano, Chigaun desu... (いえ、あの、違うんです。。。)"                                     | 1:33                                                                                          |
| 18.                                                                                           | "Betsunii Ikedo sa... (別にいいけどさ…)"                                                      | 1:43                                                                                          |
| 19.                                                                                           | "Fukakai desu ne (不可解ですね)"                                                              | 1:27                                                                                          |
| 20.                                                                                           | "Gakkou no Kaidan (学校の怪談)"                                                               | 1:15                                                                                          |
| 21.                                                                                           | "Dare mo Inai Kyuu Kousha (誰もいない旧校舎)"                                                 | 1:08                                                                                          |
| 22.                                                                                           | "Be, Betsuni Kowaku nai wa yo (べ、別に怖くないわよ)"                                         | 1:04                                                                                          |
| 23.                                                                                           | "Nazo Toki (謎解き)"                                                                          | 1:31                                                                                          |
| 24.                                                                                           | "Darashi nai Nii-san (だらしない兄さん)"                                                      | 1:19                                                                                          |
| 25.                                                                                           | "Shounen yo, Mousou wo Dake (Shoujo mo ne) (少年よ、妄想を抱け (少女もね))"                   | 1:31                                                                                          |
| 26.                                                                                           | "Ie ni Kaerou (家に帰ろう)"                                                                   | 1:46                                                                                          |
| 27.                                                                                           | "Yuuhi ni Terasarete (夕陽に照らされて)"                                                      | 1:40                                                                                          |
| 28.                                                                                           | "Yasashii Menazashi (優しい眼差し)"                                                           | 2:01                                                                                          |
| 29.                                                                                           | "Fuzoroi ni Peace (不揃いなピース)"                                                           | 1:23                                                                                          |
| 30.                                                                                           | "Konna ni Suki na no ni (こんなに好きなのに)"                                                 | 1:44                                                                                          |
| 31.                                                                                           | "Anata to Sugoshita Jikan (あなたと過ごした時間)"                                             | 1:38                                                                                          |
| 32.                                                                                           | "Kokuhaku (告白)"                                                                             | 1:36                                                                                          |
| 33.                                                                                           | "Hontou no Kimochi (本当の気持ち)"                                                            | 1:36                                                                                          |
| 34.                                                                                           | "Yasashisa no Sentaku (優しさの選択)"                                                         | 1:18                                                                                          |
| 35.                                                                                           | "My Sister"                                                                                   | 1:50                                                                                          |
| 36.                                                                                           | "eye catch I"                                                                                 | 0:07                                                                                          |
| 37.                                                                                           | "eye catch II"                                                                                | 0:08                                                                                          |
| 38.                                                                                           | "NAGASE"                                                                                      | 3:51                                                                                          |
| 39.                                                                                           | "KATAGIRI"                                                                                    | 1:16                                                                                          |
| 40.                                                                                           | "SUGISHITA"                                                                                   | 1:31                                                                                          |
| 41.                                                                                           | "TAKO"                                                                                        | 1:32                                                                                          |
| 42.                                                                                           | "AYANOKOUJI"                                                                                  | 1:26                                                                                          |
| 43.                                                                                           | "SAY! HA!"                                                                                    | 1:10                                                                                          |
| 44.                                                                                           | "EMERGENCY"                                                                                   | 1:44                                                                                          |
| 45.                                                                                           | "MONSTER"                                                                                     | 1:23                                                                                          |
| 46.                                                                                           | "SUPER ROBOT HERO"                                                                            | 1:07                                                                                          |
| 47.                                                                                           | "HERO AND HEROINE"                                                                            | 1:10                                                                                          |
| Tổng thời lượng:                                                                              | Tổng thời lượng:                                                                              | 01:11:01                                                                                      |